# Gallicolumba
Gallicolumba är ett släkte med fåglar i familjen duvor inom ordningen duvfåglar. Släktet omfattar sju arter, varav tre är akut hotade, som förekommer i Filippinerna, på Sulawesi samt på Nya Guinea:
- Sulawesimarkduva (G. tristigmata)
- Gulbröstad markduva (G. rufigula)
- Mindoromarkduva (G. platenae)
- Negrosmarkduva (G. keayi)
- Sulumarkduva (G. menagei)
- Luzonmarkduva (G. luzonica)
- Mindanaomarkduva (G. crinigera)

Tidigare fördes även arterna nu i Pampusana till Gallicolumba. Studier visar dock att dessa inte är varandras närmaste släktingar, där Pampusana står närmare australiensiska duvor som Geopelia.